# ليزلي لو
ليزلي لو (بالإنجليزية: Leslie Law)‏ هو متسابق الحدث بريطاني، ولد في 5 مايو 1965 في هيرفورد في المملكة المتحدة.

## وصلات خارجية
- ليزلي لو على موقع أوليمبيديا (الإنجليزية)